# Casey's Birthday
Casey's Birthday è un film del 1914 prodotto da Siegmund Lubin. Il cortometraggio fu prodotto dalla Lubin Manufacturing Company e distribuito negli Stati Uniti dalla General Film Company il 5 maggio 1914.

## Trama
La signora Casey prepara una festa a sorpresa per il marito. Ma questi, quando arriva, è ubriaco e ingaggia una lotta con gli ospiti al ricevimento.